# Fukoza
L-Fukoza – organiczny związek chemiczny z grupy deoksycukrów, 6-deoksy-L-galaktoza.
Obecność fukozy wykryto w łańcuchach cukrowych u bakterii, glonów i grzybów (gdzie występuje w postaci usiarczanowanej jako fukoidan), a także u roślin i zwierząt.
Jest powszechnym, a zarazem jedynym, monocukrem, wytwarzanym przez komórki ssaków, występującym w konfiguracji L, głównie w postaci związanej w łańcuchach oligosacharydowych glikoprotein i glikolipidów błonowych. Tworzy wiązania α-glikozydowe.